# Феодосий (Бильченко)
Архиепи́скоп Феодо́сий (в миру Павел Захарович Бильченко; род. 24 декабря 1943, Батуми, Грузинская ССР) — архиерей Русской православной церкви на покое, архиепископ Полоцкий и Глубокский (1997—2019).

## Биография
Родился 24 декабря 1943 года в городе Батуми, Грузия, в семье военнослужащего.
В 1964 окончил Харьковский электромеханический техникум, в 1964—1965 работал в НИИ низких температур АН УССР, в 1965—1967 годы — в НИИ радиофизики и электроники АН УССР, в 1967—1970 — в Киевском отделении института «Энергосеть».
В 1973 году окончил Московскую духовную семинарию, в 1978 — Московскую духовную академию, где остался работать на преподавательской и административной работе.
4 апреля 1977 пострижен в монашество, 19 мая возведён в сан иеродиакона, 6 ноября — в сан иеромонаха.
В 1980 году возведён в сан игумена.
В 1983 году переведён на должность старшего помощника инспектора Московской духовной академии и Семинарии.
С 1986 по 1997 годы последовательно занимал должности помощника инспектора по заочному сектору Московской духовной академии и семинарии, помощником ректора по преподавательской работе, начальником продовольственной службы Московской духовной академии и семинарии.
В 1993 году возведён в сан архимандрита.
С 1996 года преподавал гомилетику в Московской духовной академии.
17 июля 1997 года постановлением Священного Синода определено быть епископом Полоцким и Глубокским.
9 августа того же года в Богоявленском кафедральном соборе в Полоцке состоялось его наречение во епископа.
10 августа в том же соборе за Божественной литургией состоялась архиерейская хиротония которую возглавил митрополит Минский и Слуцкий Филарет (Вахромеев) в сослужении преосвященных, принимавших участие в наречении.
24 февраля 2006 года возведён в сан архиепископа.
Во время поместного собора 2009 года предложил избирать Патриарха жребием, другие епископы возразили, и Собор это предложение отклонил.
30 августа 2019 года решением Священного Синода Русской православной церкви почислен на покой. Местом пребывания определён Полоцк с материальным содержанием от Полоцкого епархиального управления.

## Публикации
- Завершен учебный год: в Московских духовных школах // Журнал Московской Патриархии. 1979. — № 9. — C. 12-13.
- Академический вечер в Московских Духовных школах // Журнал Московской Патриархии. 1982. — № 5. — C. 13-14.
- О духовности человека (в день памяти Святителя Николая) // Журнал Московской Патриархии. 1990. — № 7. — C. 49-50.
- О проповеди // Журнал Московской Патриархии. 1990. — № 12. — C. 48-50.
- О грехе разделения и расколов (в день памяти апостола и евангелиста Иоанна Богослова) // Журнал Московской Патриархии. 1991. — № 5. — C. 45-47.
- О подвиге подражания святым (в Неделю Всех святых) // Журнал Московской Патриархии. 1991. — № 6. — C. 46-47
- О чудесах и знамениях // Журнал Московской Патриархии. 1992. — № 9. — C. 28-29.
- Схиархимандрит Иоанн (Маслов) // Журнал Московской Патриархии. 1992. — № 11/12. — C. 75-77.
- Благовещение Пресвятой Богородицы // Журнал Московской Патриархии. 1993. — № 4. — C. 54-55.
- Вера христианина // Журнал Московской Патриархии. 1993. — № 1. — C. 34-35.
- Гомилетика. Теория церковной проповеди // Труды Минской духовной академии. — Жировичи: Минская духовная академия им. свт. Кирилла Туровского. — 2003. — № 2 — С. 11-37
- Гомилетика // Православная энциклопедия. — М., 2006. — Т. XII : Гомельская и Жлобинская епархия — Григорий Пакуриан. — С. 23-39. — 39 000 экз. — ISBN 5-89572-017-X.

## Церковные награды
- 1986 г. — Орден преподобного Сергия Радонежского III степени;
- 1988 г. — Орден преподобного Сергия Радонежского II степени;
- орден преподобной Евфросинии Полоцкой БПЦ;
- 2003 г. — Орден святого благоверного князя Даниила Московского II степени.
- 2013 — Орден преподобного Серафима Саровского II степени[3].